# Nasa pascoensis
Nasa pascoensis är en brännreveväxtart som beskrevs av Weigend. Nasa pascoensis ingår i släktet färgkronor, och familjen brännreveväxter. Inga underarter finns listade i Catalogue of Life.